# L'autocolonna rossa
L'autocolonna rossa (Red Ball Express) è un film del 1952 diretto da Budd Boetticher.
È un film di guerra statunitense con Jeff Chandler, Alex Nicol e Charles Drake. Il film si basa sulla reale colonna di convogli denominata "Red Ball Express" e organizzata dagli americani nel D-Day in Normandia nel giugno del 1944.

## Produzione
Il film, diretto da Budd Boetticher su una sceneggiatura di John Michael Hayes con il soggetto di Marcy Klauber e William Grady Jr., fu prodotto da Aaron Rosenberg per la Universal International Picture e girato a Fort Eustis, Newport News in Virginia.

## Distribuzione
Il film fu distribuito con il titolo Red Ball Express negli Stati Uniti dal maggio del 1952 al cinema dalla Universal Pictures.
Alcune delle uscite internazionali sono state:
- negli Stati Uniti il 24 maggio 1952 (Los Angeles, California)
- negli Stati Uniti il 29 maggio 1952 (New York City, New York)
- in Finlandia il 29 agosto 1952 (Paholaisajajat)
- in Svezia il 24 novembre 1952 (Operation ilexpress)
- in Francia il 16 gennaio 1953
- in Belgio il 6 febbraio 1953
- in Danimarca il 13 febbraio 1953 (Ilddåben)
- in Portogallo il 6 dicembre 1954 (O Mundo em Chamas)
- in Germania Ovest il 22 agosto 1958 (Unternehmen 'Rote Teufel)
- in Austria nel novembre del 1958 (Unternehmen Rote Teufel)
- in Belgio (Les conducteurs du diable)
- in Francia (Les conducteurs du diable)
- in Brasile (Arrancada da Morte)
- in Cile (Hermanos ante el peligro)
- in Grecia (To kokkino express)
- in Italia (L'autocolonna rossa)

## Critica
Secondo il Morandini il film è "lesto, onesto e modesto" ma si pregia di alcune scene d'azione degne di nota.